# Coccothrinax baracoensis
Coccothrinax baracoensis är en enhjärtbladig växtart som beskrevs av Attila L. Borhidi och O.Muniz. Coccothrinax baracoensis ingår i släktet Coccothrinax och familjen Arecaceae. Inga underarter finns listade i Catalogue of Life.